# 开尔文-亥姆霍兹不稳定性

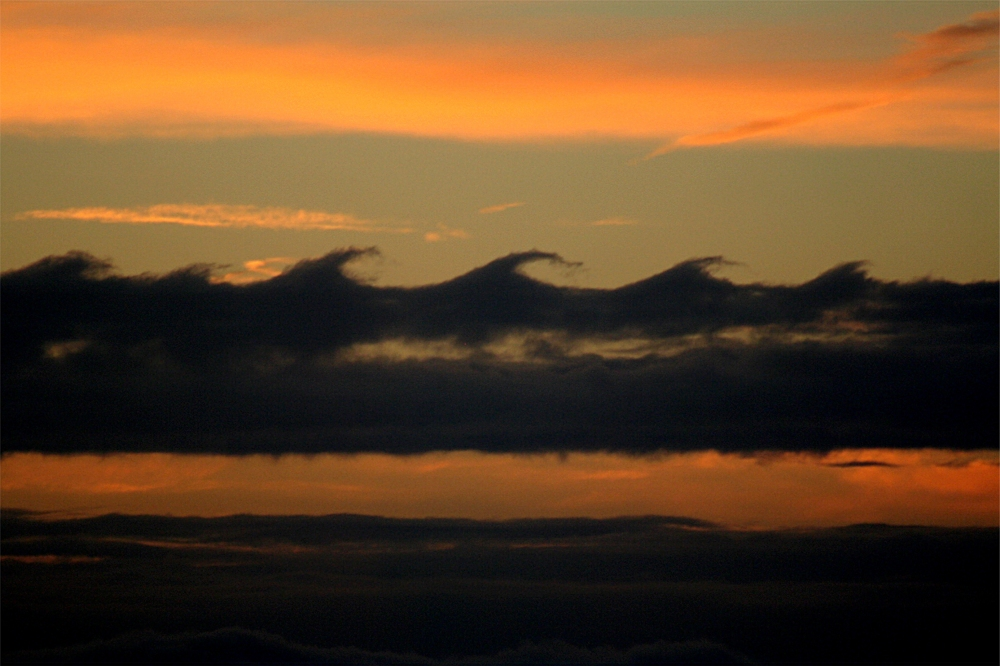
在舊金山上空的开尔文-亥姆霍兹波雲

開爾文-亥姆霍茲不穩定性（英語：Kelvin–Helmholtz instability，名稱來自開爾文男爵和赫尔曼·冯·亥姆霍兹）是在有剪力速度的連續流體內部或有速度差的兩個不同流體的介面之間發生的不穩定現象。
一個例子是風吹過水面時，在水面上表面的波的不穩定。而這種不穩定狀況更常見於雲、海洋、土星的雲帶、木星的大紅斑、太陽的日冕中。

## 理論
本理論可預測不同密度的流體在不同的運動速度下的不穩定狀態發生，並且層流變成湍流的界限。亥姆霍兹研究兩種不同密度流體的動力學，並發現小規模的擾動，例如波發生時在不同流體間邊界的反應。

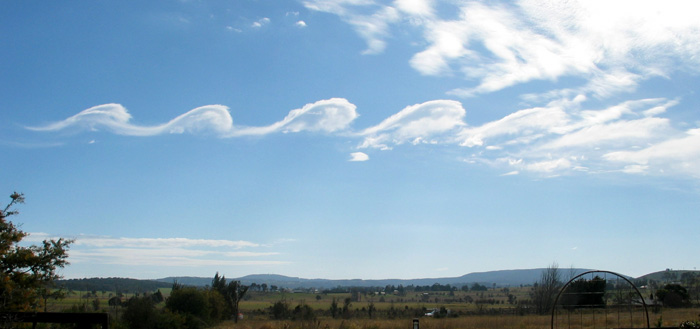
在澳大利亞出現的因為开尔文-亥姆霍兹不稳定性所產生的雲。

在一些波長短到一定程度的狀態下，如果忽略表面張力，以不同速度平行運動的兩種不同密度流體的介面下，在所有速度時都會不穩定。然而，表面張力可抵消短波長的不穩定狀態，而理論預測直到達到速度閾值以前都是穩定的。包含表面張力的理論可大致預測在風吹過水面時產生波的界限。

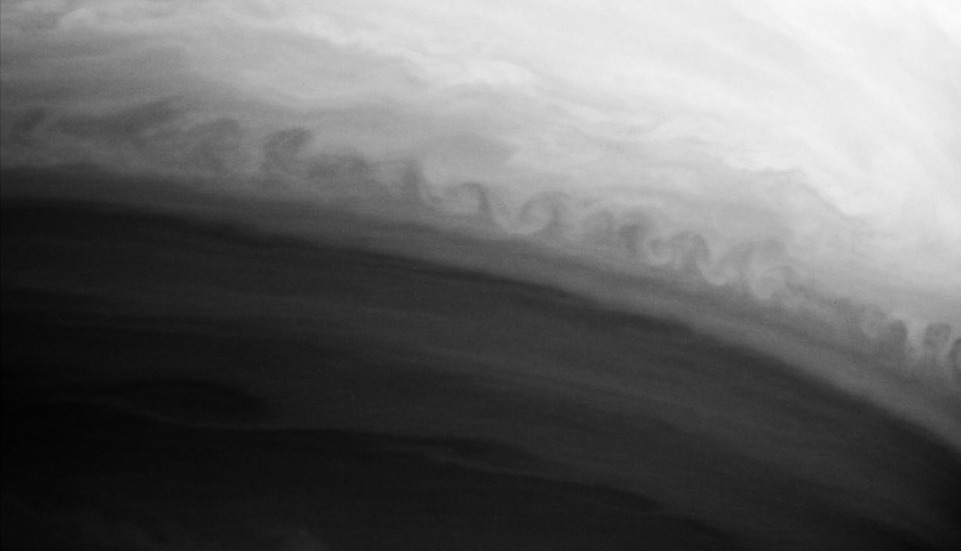
在土星大氣層內因為兩條雲帶交互作用發生的开尔文-亥姆霍兹不稳定性現象。

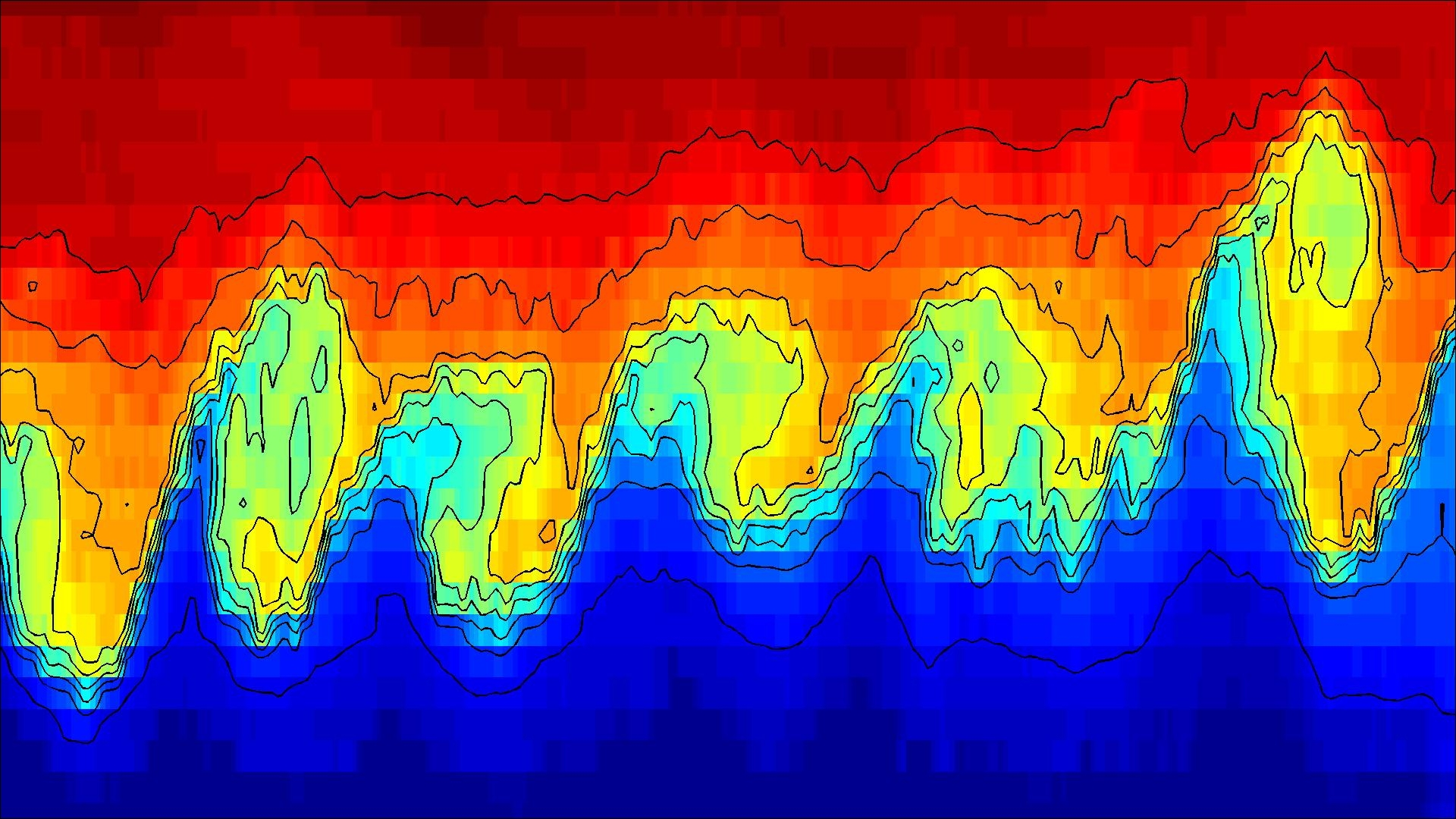
大西洋深500公尺處因為开尔文-亥姆霍兹不稳定性產生的波浪。

在重力作用下，連續變化的密度和速度分布（較輕的層在上方，所以流體是瑞利－泰勒穩定）使开尔文-亥姆霍兹不稳定性的動力學是以泰勒－戈德斯坦方程描述。而不穩定性開端可由理查逊数（Richardson number，Ri）得知。通常情況下Ri<0.25就會不穩定。這些效應常在雲層中出現。對於不穩定性的研究也可應用在電漿物理學中，例如慣性局限融合和電漿－铍的介面。
在數值模式下，开尔文-亥姆霍兹不稳定性是以時間发展或空間发展方式模擬。時間发展方式下采用周期边界条件进行模拟。空間发展方式则采用实际中的入口和出口條件。

## 外部連結
- Hwang, K.-J.; Goldstein, Kuznetsova, Wang, Viñas, Sibeck. . J. Geophys. Res. 2012, 117 (A08233). Bibcode:2012JGRA..117.8233H. doi:10.1029/2011JA017256.
- Giant Tsunami-Shaped Clouds Roll Across Alabama Sky （页面存档备份，存于） - Natalie Wolchover, Livescience via Yahoo.com
- Tsunami Cloud Hits Florida Coastline （页面存档备份，存于）
- Vortex formation in free jet （页面存档备份，存于） - YouTube video showing Kelvin Helmholz waves on the edge of a fre jet visualised in a scientific experiment.